# Hybomys badius
Hybomys badius is een knaagdier uit het geslacht Hybomys dat voorkomt op Mount Cameroon, Mount Lefu en Mount Oku in het westen van Kameroen. Deze soort is het nauwste verwant aan de andere soorten van het ondergeslacht Hybomys, H. basilii uit Bioko, H. lunaris uit de Ruwenzori en de wijdverspreide H. univittatus. Deze soort werd oorspronkelijk beschreven van alleen Mount Lefu en Mount Oku en kreeg toen de naam H. eisentrauti Van der Straeten & Hutterer, 1986, maar de populatie van Mount Cameroon (badius Osgood, 1936) is waarschijnlijk dezelfde soort. Het is echter nog niet duidelijk hoe H. badius verwant is aan H. lunaris en de verschillende soorten die waarschijnlijk binnen H. univittatus bestaan.
Hybomys: Hybomys badius · Hybomys basilii · Hybomys lunaris · Hybomys univittatus

Typomys: Hybomys planifrons · Hybomys trivirgatus